# Королевская академия французского языка и литературы (Бельгия)

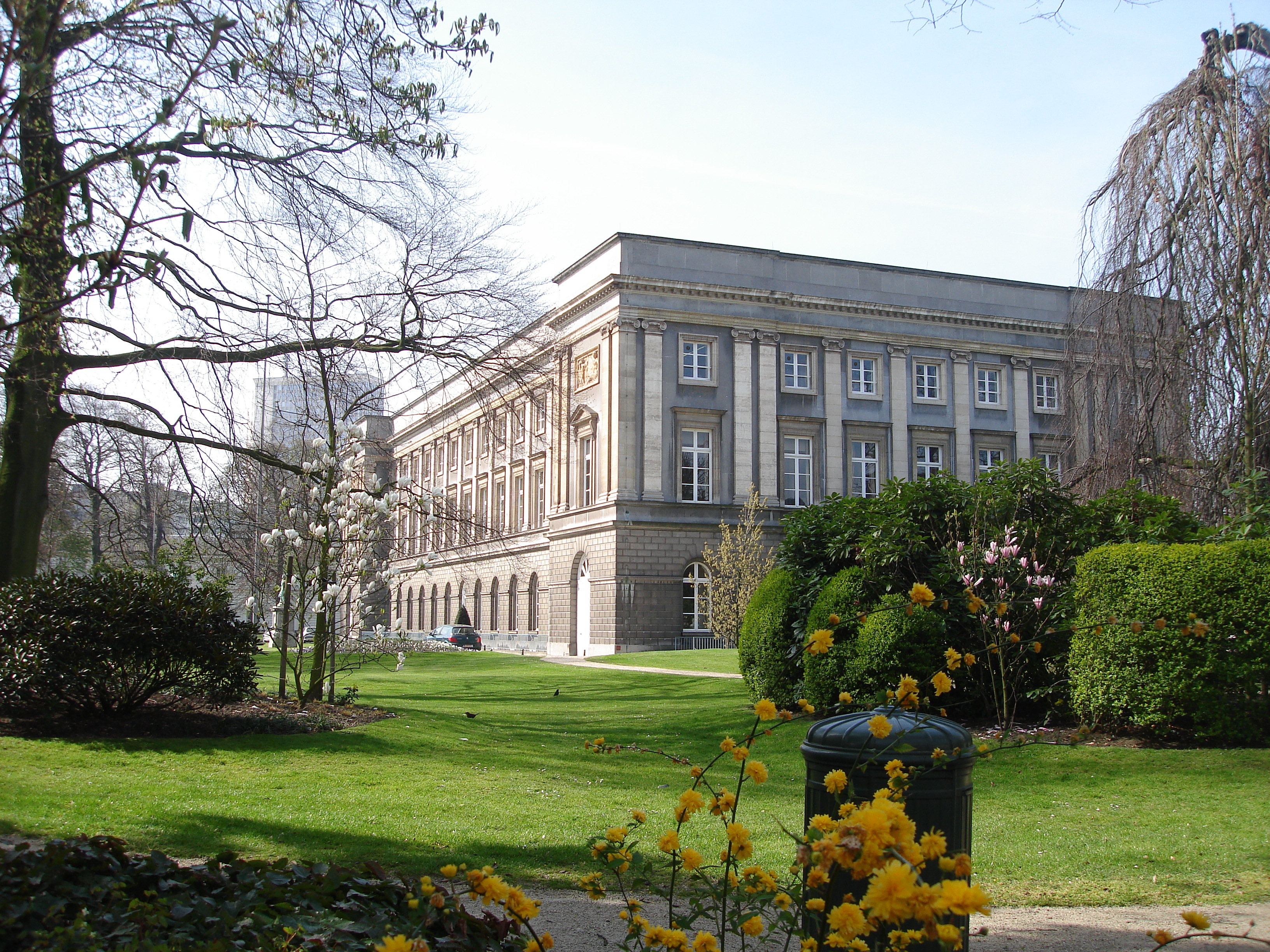
Дворец академий и окружающий его парк

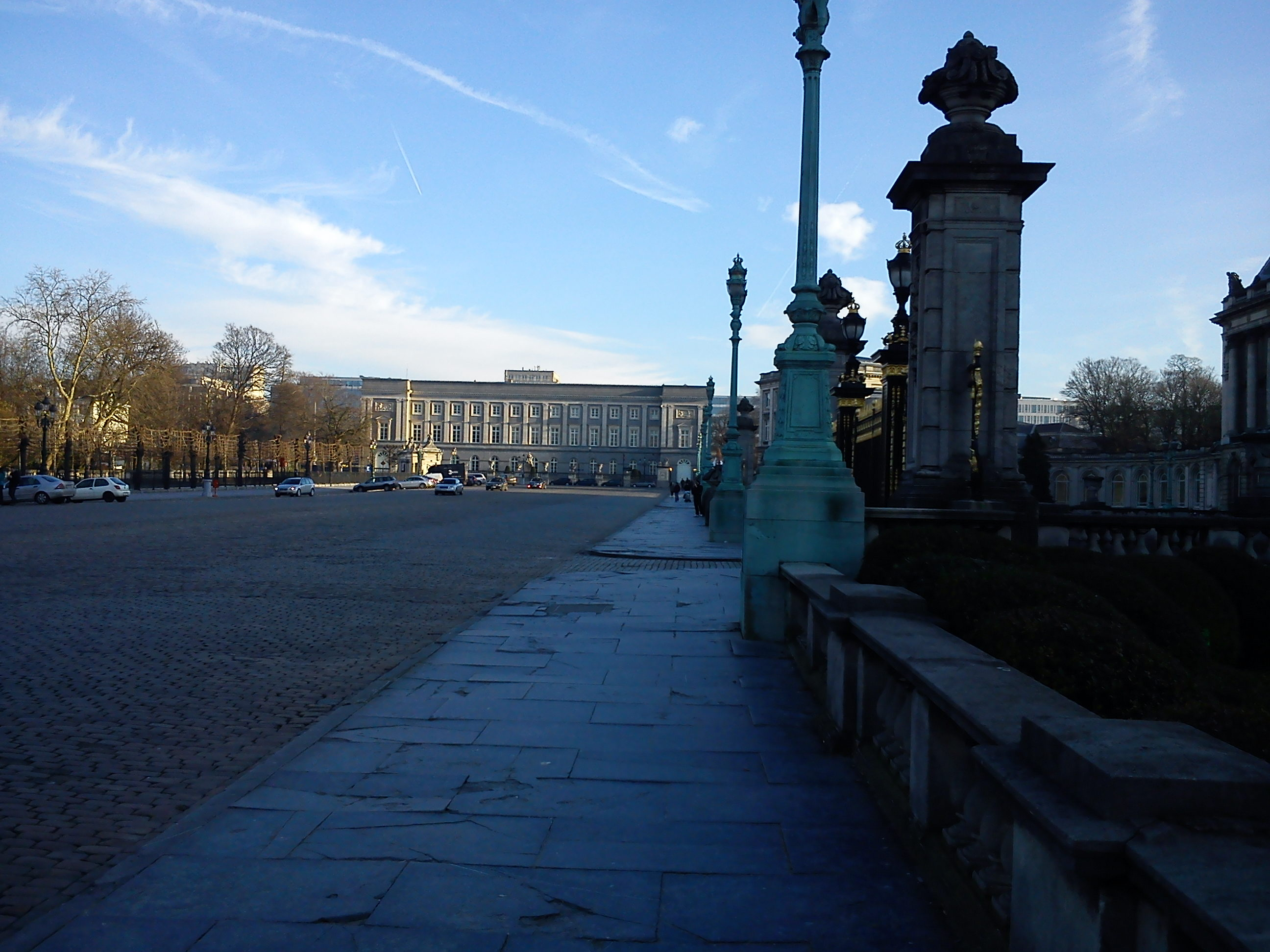
Вид дворца с королевской площади Брюсселя

Королевская академия французского языка и литературы (фр. Académie royale de langue et de littérature françaises de Belgique, ARLLFB) — бельгийское культурно-научное заведение, целью которого является распространение и развитие французского языка и литературы в Бельгии и других франкоязычных странах.
Объединяет франкоязычных деятелей культуры: писателей, литературных критиков, учёных-филологов, которые внесли значительный вклад в развитие и изучение французского языка или литературы. Членами академии являются, как граждане Бельгии, так и представители других стран.
Одновременно, в Бельгии существует Королевская академия голландского языка и литературы (до 1974 — Королевская фламандская академия языка и литературы), а также Королевская академия наук, письма и изящных искусств Бельгии (Терезианская).

## История
Академия основана в 1920 году королём Бельгии Альбертом I.

## Структура
В составе академии 40 членов, избираемых пожизненно. Из них 30 кресел отведено для бельгийских и 10 — для иностранных членов. 26 кресел отведено для писателей и 14 — для филологов.

## Деятельность
Академия учредила 23 академических премии за лучшие литературные произведения различных жанров и за различные достижения в сфере исследований французского языка и литературы.

## Место нахождения
Академия расположена в Брюсселе во Дворце академий около  королевского дворца и королевского парка (адрес: Académie royale de langue et de littérature françaises de Belgique Palais des Académies, rue Ducale 1, 1000 Bruxelles, Belgique).

## Члены Академии
См. Категория:Члены Королевской академии французского языка и литературы Бельгии